# Ksenia Palkina
Ksenia Palkina Ulukan é uma tenista profissional do Quirguistão que atingiu o seu melhor ranking no dia 16 de março de 2009 sendo o Nº163 do ranking do WTA e em duplas alcançou o Nº164 como melhor ranking no dia 12 de abril de 2010.

## Finais do ITF

### Simples/Singulares: 16 (10–6)
| Legenda           |
| ----------------- |
| $100,000 torneios |
| $75,000 torneios  |
| $50,000 torneios  |
| $25,000 torneios  |
| $15,000 torneios  |
| $10,000 tourneios |

| Resultado   | Número | Data                    | Torneio               | Superfície   | Oponente               | Resultado (jogos)  |
| ----------- | ------ | ----------------------- | --------------------- | ------------ | ---------------------- | ------------------ |
| Vice-campeã | 1.     | 28 de janeiro de 2006   | Nova Deli, Índia      | Duro         | Ankita Bhambri         | 4–6, 3–6           |
| Campeã      | 2.     | 5 de fevereiro de 2006  | Muzaffarnagar, Índia  | Grama        | Meghha Vakaria         | 6–2, 7–6(7–4)      |
| Vice-campeã | 3.     | 11 de agosto de 2007    | Moscovo, Rússia       | Terra Batida | Anna Lapushchenkova    | 4–6, 3–6           |
| Campeã      | 4.     | 27 de abril de 2008     | Namangan, Uzbequistão | Duro         | Maria Kondratieva      | 6–0, 3–6, 6–3      |
| Campeãs     | 5.     | 22 de junho de 2008     | Torino, Itália        | Terra Batida | Giulia Gatto-Monticone | 6–0, 6–4           |
| Vice-campeã | 6.     | 29 de junho de 2008     | Padova, Itália        | Terra Batida | Nika Ožegović          | 5–7, 3–6           |
| Vice-campeã | 7.     | 15 de fevereiro de 2009 | Mildura, Austrália    | Grama        | Abigail Spears         | 7–5, 3–6, 2–6      |
| Campeã      | 8.     | 27 de março de 2010     | Namangan, Uzbequistão | Hard         | Ganna Piven            | 3–6, 6–4, 6–4      |
| Campeã      | 9.     | 23 de abril de 2010     | Almati, Cazaquistão   | Duro         | Eugeniya Pashkova      | 7–5, 4–6, 6–4      |
| Vice-campeã | 10.    | 5 de maio de 2012       | Shymkent, Cazaquistão | Duro         | Sabina Kurbanova       | 2–6, 3–6           |
| Campeã      | 11.    | 23 de fevereiro de 2013 | Shymkent, Cazaquistão | Duro         | Sabina Sharipova       | 7–6(7–3) 7–6(7–3)  |
| Vice-campeã | 12.    | 2 de março de 2013      | Shymkent, Cazaquistão | Duro         | Ekaterina Yashina      | 3–6, 6–4, 2–6      |
| Campeã      | 13.    | 11 de maio de 2013      | Shymkent, Cazaquistão | Terra Batida | Kamila Kerimbayeva     | 6–3, 5–7, 6–1      |
| Campeã      | 14.    | 22 de setembro de 2013  | Antália, Turquia      | Duro         | Caroline Roméo         | 6–3, 6–1           |
| Campeã      | 15.    | 25 de abril de 2015     | Shymkent, Cazaquistão | Terra Batida | Ksenija Sharifova      | 6–4, 6–4           |
| Campeã      | 16.    | 17 May 2015             | Antália, Turquia      | Duro         | Melis Sezer            | 4–6, 7–6(8–6), 6–2 |

### Duplas: 46 (24–22)
| Legenda           |
| ----------------- |
| $100,000 torneios |
| $75,000 torneios  |
| $50,000 torneios  |
| $25,000 torneios  |
| $15,000 torneios  |
| $10,000 torneios  |

| Resultado    | Número | Data                    | Torneio                       | Superfície   | Compnaheira            | Oponentes                                   | Resultado (jogos)          |
| ------------ | ------ | ----------------------- | ----------------------------- | ------------ | ---------------------- | ------------------------------------------- | -------------------------- |
| Vice-campeãs | 1.     | 29 de outubro de 2005   | Mumbai, Índia                 | Duro         | Nicole Clerico         | Wilawan Choptang Thassha Vitayaviroj        | 7–5, 5–7, 3–6              |
| Campeãs      | 2.     | 6 de novembro de 2005   | Pune, Índia                   | Duro         | Nicole Clerico         | Rushmi Chakravarthi Sai Jayalakshmy Jayaram | 7–5, 7–6(9–7)              |
| Campeãs      | 3.     | 28 de janeiro de 2006   | Nova Deli, Índia              | Duro         | Nicole Clerico         | Ankita Bhambri Rushmi Chakravarthi          | w/o                        |
| Vice-campeãs | 4.     | 4 de fevreiro de 2006   | Muzaffarnagar, Índia          | Grama        | Nicole Clerico         | Lee Wei-ping Lavinia Tananta                | w/o                        |
| Campeãs      | 5.     | 11 de julho de 2006     | Imola, Itália                 | Carpete      | Nicole Clerico         | Maria Luiza Craciun Elena Vianello          | 6–3, 6–0                   |
| Campeãs      | 6.     | 18 September 2006       | Tbilisi, Geórgia              | Terra Batida | Ria Dörnemann          | Varvara Galanina Liudmila Nikoyan           | 6–4, 3–6, 6–0              |
| Campeãs      | 7.     | 6 de novembro de 2006   | Pune, Índia                   | Duro         | Isha Lakhani           | Madura Ranganathan Nungnadda Wannasuk       | 6–3, 4–6, 6–4              |
| Vice-campeãs | 8.     | 19 de novembro de 2006  | Pune, India                   | Terra Batida | Nicole Clerico         | Olga Panova Ágnes Szatmári                  | 2–6, 4–6                   |
| Vice-campeãs | 9.     | 3 de março de 2007      | Sant Boi, Espanha             | Terra Batida | Nicole Clerico         | Irene Rehberger Bescos Nuria Sánchez García | 6–4, 3–6, 4–6              |
| Campeãs      | 10.    | 17 de setembro de 2007  | Telavi, Geórgia               | Terra Batida | Ria Dörnemann          | Vasilisa Davydova Marina Shamayko           | 6–2, 6–2                   |
| Vice-campeãs | 11.    | 5 de maio de 2008       | Florença, Itália              | Terra Batida | Martina Caciotti       | Kyra Nagy Valentina Sassi                   | 2–6, 3–6                   |
| Campeãs      | 12.    | 11 de agosto de 2008    | Penza, Rússia                 | Terra Batida | Sofia Shapatava        | Irina Buryachok Nikola Fraňková             | 6–4, 6–4                   |
| Campeãs      | 13.    | 1 de maio de 2009       | Namangan, Uzbequistão         | Duro         | Albina Khabibulina     | Çağla Büyükakçay Pemra Özgen                | 6–4, 6–7(6–8), [10–5]      |
| Vice-campeãs | 14.    | 5 de junho de 2009      | Bukhara, Uzbequistão          | Duro         | Arina Rodionova        | Anna Brazhnikova Marta Sirotkina            | 6–3, 4–6, [9–11]           |
| Campeãs      | 15.    | 31 de outubro de 2009   | Istambul, Turquia             | Duro         | Nina Bratchikova       | Petra Cetkovská Renata Voráčová             | w/o                        |
| Vice-campeãs | 16.    | 16 de novembro de 2009  | Pune, Índia                   | Duro         | Nina Bratchikova       | Anastasiya Vasylyeva Nicole Clerico         | 6–4, 3–6, [11–13]          |
| Vice-campeãs | 17.    | 19 de abril de 2010     | Almati, Cazaquistão           | Duro         | Anastasiya Prenko      | Eugeniya Pashkova Maria Zharkova            | 6–3, 6–7(9–11), [7–10]     |
| Campeãs      | 18.    | 30 de julho de 2010     | Almati, Cazaquistão           | Duro         | Albina Khabibulina     | Yuliya Beygelzimer Emily Webley-Smith       | 6–4, 6–4                   |
| Vice-campeãs | 19.    | 14 de agosto de 2010    | Kazan, Rússia                 | Duro         | Albina Khabibulina     | Ekaterina Dzehalevich Lesia Tsurenko        | 2–6, 3–6                   |
| Campeãs      | 20.    | 3 de setembro de 2010   | Istambul, Turquia             | Duro         | Malou Ejdesgaard       | Gally De Wael Janina Toljan                 | 6–4, 6–4                   |
| Campeãs      | 21.    | 6 de dezembro de 2010   | Dubai, Emirados Árabes Unidos | Duro         | Elena Chalova          | Tetyana Arefyeva Yuliana Fedak              | 6–2, 6–4                   |
| Vice-campeãs | 22.    | 2 de maio de 2011       | Bukhara, Uzbequistão          | Duro         | Nina Bratchikova       | Han Sung-hee Liang Chen                     | 6–4, 6–7(5–7), 4–6         |
| Vice-campeãs | 23.    | 5 de maio de 2012       | Shymkent, Cazaquistão         | Duro         | Maya Gaverova          | Anastasiya Vasylyeva Albina Khabibulina     | 6–3, 1–6, [6–10]           |
| Vice-campeãs | 24.    | 22 de setembro de 2012  | Shymkent, Cazaquistão         | Duro         | Nigina Abduraimova     | Valentyna Ivakhnenko Kateryna Kozlova       | 2–6, 4–6                   |
| Vice-campeãs | 25.    | 2 de novembro de 2012   | Istambul, Turquia             | Duro         | Nigina Abduraimova     | Çağla Büyükakçay Pemra Özgen                | 2–6, 1–6                   |
| Campeãs      | 26.    | 18 de março de 2013     | Antália, Turquia              | Duro         | Oksana Kalashnikova    | Anamika Bhargava Nicole Melichar            | 6–1, 6–3                   |
| Campeãs      | 27.    | 25 de março de 2013     | Antália, Turquia              | Duro         | Oksana Kalashnikova    | Başak Eraydın Abbie Myers                   | 6–4, 4–6, [10–8]           |
| Vice-campeãs | 28.    | 15 de abril de 2013     | Namangan, Uzbequistão         | Duro         | Valentyna Ivakhnenko   | Albina Khabibulina Anastasiya Vasylyeva     | 3–6, 3–6                   |
| Campeãs      | 29.    | 12 May 2013             | Shymkent, Kazakhstan          | Terra Batida | Albina Khabibulina     | Polina Monova Anna Smolina                  | 6–2, 6–2                   |
| Campeãs      | 30.    | 1 de julho de 2013      | Middelburg, Países Baixos     | Terra Batida | Veronika Kapshay       | Fatma Al-Nabhani Sviatlana Pirazhenka       | 6–3, 6–3                   |
| Campeãs      | 31.    | 16 setembro de 2013     | Antália, Turquia              | Duro         | Deniz Khazaniuk        | Katharina Lehnert Chantal Škamlová          | 6–7(5–7), 7–6(7–3), [10–8] |
| Vice-campeãs | 32.    | 17 de novembro de 2013  | Astana, Cazaquistão           | Duro         | Albina Khabibulina     | Polina Monova Alena Tarasova                | 6–4, 1–6, [6–10]           |
| Campeãs      | 33.    | 24 de fevereiro de 2014 | Astana, Cazaquistão           | Duro         | Albina Khabibulina     | Kamila Kerimbayeva Veronika Kapshay         | 6–4, 7–5                   |
| Campeãs      | 34.    | 8 de agosto de 2014     | Astana, Cazaquistão           | Duro         | Ekaterina Yashina      | Eudice Chong Anna Grigoryan                 | 7–5, 6–3                   |
| Vice-campeãs | 35.    | 17 de novembro de 2014  | Shymkent, Cazaquistão         | Terra Batida | Alexandra Grinchishina | Polina Pekhova Albina Khabibulina           | w/o                        |
| Vice-campeãs | 36.    | 1 de fevereiro de 2015  | Aktobe, Cazaquistão           | Duro         | Eva Wacanno            | Polina Merenkova Albina Khabibulina         | 2–6, 6–7(6–8)              |
| Vice-campeãs | 37.    | 27 de julho de 2015     | Astana, Cazaquistão           | Duro         | Başak Eraydın          | Natela Dzalamidze Alena Tarasova            | 0–6, 1–6                   |
| Vice-campeãs | 38.    | 5 de dezembro de 2016   | Ortisei, Itália               | Duro         | Anna Remondina         | Laura-Ioana Paar Sarah-Rebecca Sekulic      | 2–6, 3–6                   |
| Campeãs      | 39.    | 27 de março de 2017     | Antália, Turquia              | Terra Batida | Sofia Shapatava        | Sandra Jamrichová Jelena Simić              | 6–4, 7–5                   |
| Campeãs      | 40.    | 29 de julho de 2017     | Hua Hin, Tailândia            | Duro         | Luksika Kumkhum        | Naiktha Bains Karin Kennel                  | 6–3, 2–6, [14–12]          |
| Campeãs      | 41.    | 23 de setembro de 2017  | Shymkent, Cazaquistão         | Duro         | Mariana Dražić         | Dariya Detkovskaya Zhibek Kulambayeva       | 7–5, 3–6, [10–8]           |
| Campeãs      | 42.    | 30 de setembro de 2017  | Shymkent, Cazaquistão         | Duro         | Mariana Dražić         | Dariya Detkovskaya Zhibek Kulambayeva       | 7–5, 6–2                   |
| Vice-campeãs | 43.    | 1 de dezembro de 2017   | Indore, Índia                 | Duro         | Albina Khabibulina     | Dea Herdzelas Hsu Ching-wen                 | 2–6, 1–6                   |
| Vice-campeãs | 44.    | 14 de janeiro de 2018   | Antália, Turquia              | Terra Batida | İpek Öz                | Sofia Shapatava Anastasiya Vasylyeva        | 7–5, 0–6, [11–13]          |
| Campeãs      | 45.    | 16 de fevrEeiro de 2018 | Bergamo, Itália               | Terra Batida | Kseniia Bekker         | Martina Colmegna Claudia Giovine            | 6–4, 4–6, [10–8]           |
| Vice-campeãs | 46.    | 17 de março de 2018     | Antália, Turquia              | Terra Batida | Amina Anshba           | Xenia Knoll Cornelia Lister                 | 0–6, 7–5, [8–10]           |